# Torine Torines
Torine Charlotta Torines, född Torissen 11 april 1876 i Linköping, död 5 juli 1944 i Katarina församling i Stockholm, var en svensk symaskinsreparatör, känd som "Skandinaviens enda kvinnliga mekaniker" och "symaskinsdoktorn".
Hennes föräldrar skötte Torines symaskinsaffär, och själv öppnade hon 1891 vid femton års ålder sin egen verkstad, med modern som ansvarig för ekonomin. Symaskinen hade introducerats i Sverige i slutet av 1850-talet och var från 1860-talet mycket vanlig, och hon blev framgångsrik. Hon drev sin verkstad vid Brännkyrkagatan fram till 1936 och överlät den sedan på sina barn. 
Torinetäppan, en park på Södermalm i Stockholm, har sitt namn efter henne.